# Hans Steinmetz

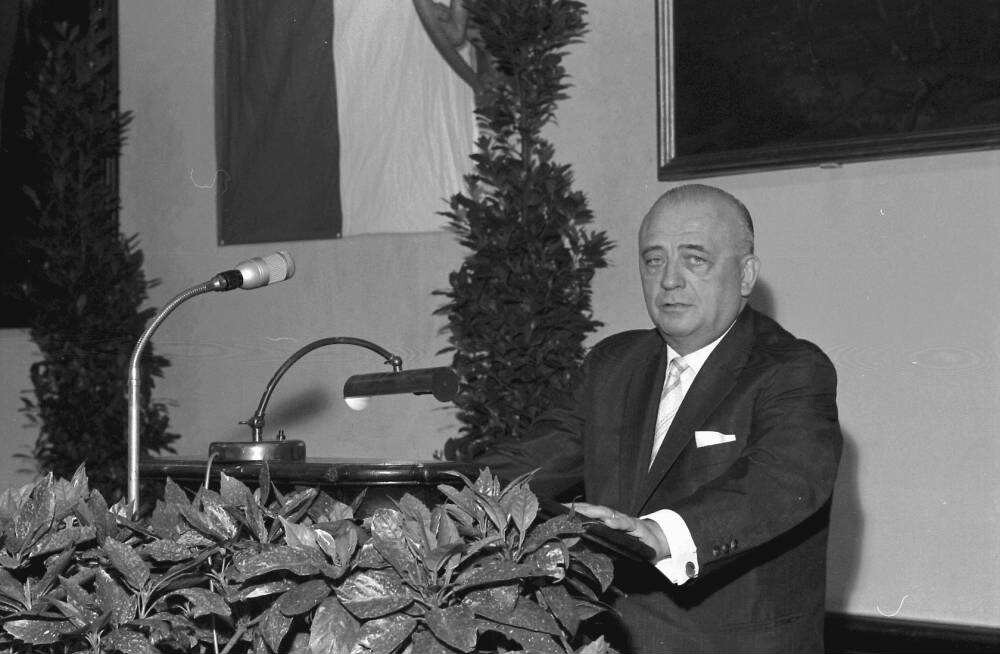
Hans Steinmetz, 1964 in Freiburg im Breisgau

Hans Steinmetz (* 23. Mai 1908 in Dieburg; † 17. Oktober 1987) war ein deutscher Politiker der CDU.

## Leben und Beruf
Nach Absolvierung des Gymnasiums in Bensheim studierte Steinmetz Rechts- und Staatswissenschaften in Frankfurt am Main und Gießen. Die erste Juristische Staatsprüfung erfolgte 1933, ein Jahr später, 1934, wurde er als Gegner des Nationalsozialismus „wegen politischer Unzuverlässigkeit“ aus dem Vorbereitungsdienst bei der Justizverwaltung entlassen. Als Stundenlöhner und Montagehilfsarbeiter arbeitete er von 1936 bis 1940. Bei der Deutschen Fernkabelgesellschaft in Berlin war er als Angestellter von 1940 bis 1941 tätig. Danach war er von 1941 bis 1943 als Wissenschaftlicher Mitarbeiter beim Reichspostzentralamt in Berlin tätig. Mit der Dissertation „Rechtsformen zwischenstaatlicher Fernmeldekonzerne und des europäischen Fernmeldewesens“ erfolgte 1944 die Promotion zum Dr. jur. Anschließend war er bis Kriegsende als Wirtschaftsjurist in der Industrie tätig.
Im Juni 1945 trat er wieder in den Staatsdienst ein und wurde Mitbegründer der CDU im hessischen Dieburg. Danach war er Regierungsrat bei der ersten hessischen Regierung in Darmstadt, dann kommissarischer Stadtkämmerer der Stadt Darmstadt. 1946 folgte die Große Juristische Staatsprüfung vor dem Oberlandesgericht in Frankfurt am Main. Er gehörte der Verfassungberatenden Landesversammlung Groß-Hessen an und war anschließend bis zum 31. Oktober 1949 (sein Nachrücker war Heinz Kitz) und erneut von 1954 bis zum 30. Juni 1956 Abgeordneter im Hessischen Landtag. Zwischenzeitlich amtierte er von 1946 bis 1948 als Landrat des Landkreises Bergstraße.
Im September 1948 wurde Steinmetz unter Ernennung zum Ministerialdirigenten in die Hauptverwaltung für das Post- und Fernmeldewesen des Vereinigten Wirtschaftsgebiets berufen. Von Februar 1949 bis April 1951 leitete er die OPD Koblenz und wurde am 1. April 1954 Geschäftsführer der Deutschen Postreklame GmbH. Vom 8. Februar 1956 bis 31. Mai 1969 war er beamteter Staatssekretär im Bundesministerium für das Post- und Fernmeldewesen.
Steinmetz war Mitglied der katholischen Studentenverbindung KStV Nassovia Gießen und seit 1961 Ehrenmitglied der KDStV Sauerlandia Münster.

## Werke
- Der Mensch in der Verwaltung,  1963
- Menschenbeurteilung und Menschenbehandlung im öffentlichen Dienst, Lutzeyer-Verlag, 1963 (mit Hellmuth Heye und Julius Poeverlein)
- Geschichte der Deutschen Post, Band 4, 1945–1978, Bonn 1979 (mit Dietrich Elias)

Herausgeber:
- Handwörterbuch des Postwesens, 1953
- Jahrbuchs des Postwesens, seit 1956
- Schriftenreihe zur Organisation und Dienstpostenbewertung der Deutschen Bundespost

## Auszeichnungen
Steinmetz war Ritter des Ritterordens vom Heiligen Grab zu Jerusalem. Er wurde am 5. Dezember 1964 in Köln durch Lorenz Kardinal Jaeger in den Ritterorden vom Heiligen Grab zu Jerusalem investiert.
- Großes Verdienstkreuz mit Stern und Schulterband des Verdienstordens der Bundesrepublik Deutschland
- Großes Silbernes Ehrenzeichen am Bande für Verdienste um die Republik Österreich
- Träger des Silvesterordens (Großkreuz)